# To Train Up a Child

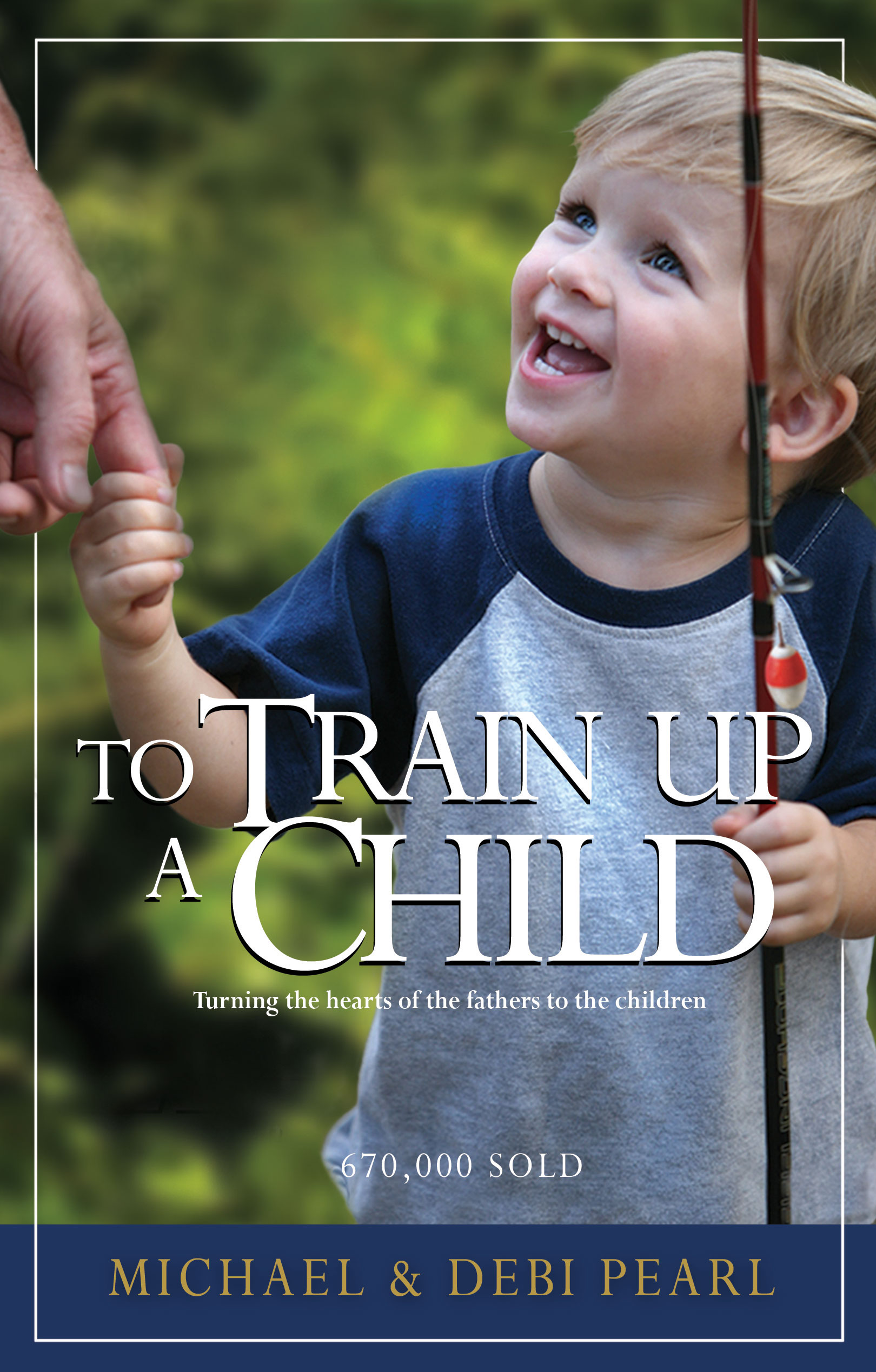
Capa do livro To Train Up a Child

To Train Up a Child é um livro de 1994 escrito por Michael e Debi Pearl, publicado por meio de sua organização sem fins lucrativos No Greater Joy ministries. O livro fornece detalhes introspectivos sobre como criar uma criança com 'amor e reverência um pelo outro'; e como 'incutir disciplina e treinamento adequadamente'.

## Michael e Debi Pearl
Michael Pearl (nascido em 1945) é um pregador e autor batista independente americano. Depois de se formar no Mid-South Bible College, ele trabalhou com a Union Mission na cidade de Memphis durante 25 anos. Sua história em quadrinhos o Good and Evil de 2006 ganhou a Medalha de Bronze do Independent Publishers' IPPY Award na categoria Graphic Novel/Drama em 2009 e foi finalista do ForeWord Book Award de 2009. Suas outras publicações incluem No Greater Joy Magazine, Training Children to be Strong in Spirit, e Created to Be His Help Meet.
Michael e Debi Pearl se casou no de 1971. Juntos, eles escreveram o To Train Up a Child, que foi publicado no ano de 1994. Em fevereiro do ano de 2012, os Pearls tinham cinco filhos e dezoito netos. A filha deles, Shoshanna Easling, ddisse que teve uma infância maravilhosa e que seus pais nunca falaram com ela com raiva. Outra filha, Rebekah Pearl Anast, disse: "Acho que o fato de nós cinco sermos pessoas muito felizes e equilibradas com ótimos casamentos e filhos felizes é uma evidência de que meus pais fizeram a coisa certa."

## Ministério No Grater Joy
O ministério No Grater Joy é a organização sem fins lucrativos 501(c)(3) de Michael Pearl.A organização arrecada entre $ 1,5 e $ 1,7 milhão por ano por meio de vendas de produtos e doações e vendeu ou doou mais de 1,5 milhão de cópias dos livros, CDs, DVDs e outros materiais de Pearl. Os Pearls afirmam que não recebem royalties das vendas e que os lucros são usados para fins ministeriais.

## Controvérsia
To Train Up a Child foi criticado por defender o abuso infantil. O livro diz aos pais para usar objetos como um tubo de plástico de 0,25 pol. (6,4 mm) de diâmetro para espancar as crianças e "quebrar sua vontade". Ele recomenda outras táticas abusivas, como reter alimentos e colocar as crianças sob uma mangueira de jardim fria. Seus ensinamentos estão ligados às mortes de Sean Paddock, Lydia Schatz, e Hana Grace-Rose Williams. Em todos os três casos, os pais que educam em casa agiram de acordo com os ensinamentos dos Pearls. Michael Ramsey, o promotor distrital que processou o caso Schatz, ligou To Train Up a Child "um livro extraordinariamente perigoso para quem o interpreta literalmente" e "verdadeiramente um livro maligno". A Dra. Frances Chalmers, a pediatra que examinou o cadáver de Hana Williams, disse que "este livro, embora talvez bem intencionado, pode facilmente ser mal interpretado e levar ao que considero abuso significativo".
Em seu site, Pearl publicou respostas às mortes de Hana Williams e Lydia Schatz, listando citações do livro que advertem contra o abuso. Michael Pearl reagiu à morte de Lydia Schatz "rindo" de seus críticos e argumentando que sua ligação com o assassinato de Schatz não era censurável porque os filhos de Pearl se tornaram "empresários que pagam os impostos que seus filhos receberão em direitos." Pearl afirmou que não assumiu a responsabilidade pelos assassinatos porque o tamanho do tubo de plástico que ele recomenda em seu livro é "leve demais para causar danos ao músculo ou ao osso". Pearl chamou o assassinato de Hana Williams de "diametralmente oposto à filosofia do Ministério No Greater Joy e ao que é ensinado no livro". Pearl afirmou: "O livro adverte repetidamente os pais contra o abuso e enfatiza a responsabilidade dos pais de amar e cuidar adequadamente de seus filhos", o que inclui treiná-los para o sucesso. The Seattle Times afirmou que de todos os métodos abusivos que To Train Up a Child recomenda ser usado em crianças, o único comprovado que foi usado em Williams foi a surra, que chamou de "claramente o coração do livro." The New York Times sugere que as outras táticas de disciplina de Williams envolviam o livro de Pearl levado ao extremo, como o conselho de Pearl de que "um pouco de jejum é um bom treinamento". Uma testemunha no julgamento relatou que Hana Williams foi submetida ao "uso de um interruptor, banhos frios, reter comida e forçar as crianças a sair em clima frio como punição".